# 烟酰胺腺嘌呤二核苷酸磷酸
醯胺腺嘌呤二核苷酸磷酸（nicotinamide adenine dinucleotide phosphate, NADP）简称辅酶Ⅱ，是NAD的磷酸化形式，属于重要的核苷酸类辅酶，参与多种合成代谢反应，如甘油三酯、磷脂、类固醇和部分氨基酸、核苷酸的合成，也是光合作用等生物过程中的电子载体。
NADPH 是 NADP+的还原形式，而 NADP 是NAD中与腺嘌呤相连的核糖环系2'-位的磷酸化衍生物。在植物叶绿体中，光合作用光反应电子链的最后一步以NADP+为原料，经铁氧还蛋白-NADP+还原酶的催化而产生NADPH。产生的NADPH接下来在碳反应中被用于二氧化碳的同化。对于动物来说，磷酸戊糖途径的氧化相是细胞中NADPH的主要来源，由它可以产生60％的所需NADPH。
NADP旧名三磷酸吡啶核苷酸（triphosphopyridine nucleotide，TPN）。

## 合成
由NADP+在激酶催化下接受ATP的γ-磷酸基团而得到。

## 使用 NADP(H)作為輔酶之酶
- 腎上腺皮質鐵氧還蛋白還原酶（英语：Adrenodoxin reductase），又稱為腎上腺髓質素還原酶

這種酶存在於大多數生物體中。它將兩個電子從NADPH轉移到FAD。 在脊椎動物體中，它也是合成類固醇激素的線粒體P450系統鏈中的第一個酶。
- NADP+
- NADPH